# Cathinon
Cathinon (còn gọi là benzoylethanamine, hoặc β-keto-amphetamine) là một monoamine alkaloid được tìm thấy trong cây bụi Catha edulis (khat) và về mặt hóa học tương tự như ephedrine, cathine, methcathinone và các amphetamine thay thế. Nó có lẽ đóng góp chính cho tác dụng kích thích của Catha edulis. Cathinone khác với nhiều loại thuốc kích thích khác ở chỗ nó có nhóm chức ketone. Các phenethylamines khác có chung cấu trúc này bao gồm các chất kích thích methcathinone, MDPV, mephedrone và bupropion chống trầm cảm và những chất khác.

## Cấu trúc phân tử
Cathinone, về cấu trúc cacbon, là giống với amphetamine. Tuy nhiên, tại vị trí cacbon nối trực tiếp với vòng thì nó có nhóm chức xeton. Do nhóm C=O ở vị trí β (gắn trực tiếp với vòng benzen) nên phân tử hơi phân cực nên khả năng tác động thần kinh của nó cũng mạnh hơn, thông qua việc nó có khả năng đi xuyên qua hàng rào máu não. Chính vì vậy, nó mạnh hơn so với cocain hoặc heroin. 

## Lịch sử

### Khám phá
Khat đã được trồng ở vùng Sừng châu Phi và bán đảo Ả Rập trên thế giới trong hàng ngàn năm. Nó thường được nhai để tạo ra hiệu ứng hưng phấn. Các thành phần hoạt động lần đầu tiên được đề xuất vào năm 1930, khi cathine được xác định là một loại chất kiềm chiếm ưu thế trong cây. Cathine được cho là hoạt chất chính trong khat cho đến những năm 1960, khi người ta phát hiện ra rằng lượng cathine trong lá khat không đủ để tạo ra các hiệu ứng quan sát được. Năm 1975, Phòng thí nghiệm ma túy của Liên hợp quốc đã phân tích lá khat từ Yemen, Kenya và Madagascar và tìm thấy sự hiện diện của một loại alkaloid khác, cathinone. Cathinone là một phân tử tương tự như cathine, nhưng có nhiều hơn ở thực vật trẻ. Phát hiện này khiến các nhà khoa học suy đoán về việc liệu cathinone có phải là hoạt chất thực sự trong khat hay không.
Một nghiên cứu đã được thực hiện vào năm 1994 để kiểm tra tác dụng của cathinone. Sáu tình nguyện viên chưa bao giờ nhai khat đã được cung cấp một mẫu khat hoạt động và một mẫu giả dược không chứa cathinone. Các nhà nghiên cứu đã phân tích tâm trạng, mức độ hoạt động và huyết áp của người tham gia trước và sau khi dùng khat hoặc giả dược. Phân tích này cho thấy rằng cathinone tạo ra các triệu chứng giống amphetamine, dẫn đến các nhà nghiên cứu xác nhận rằng cathinone, chứ không phải cathine, là thành phần hoạt chất trong lá khat.